# Pesce di Babele

Il Pesce di Babele nel film Guida galattica per autostoppisti.

Il Pesce di Babele (Babel fish nella versione originale) è un traduttore universale biologico presente nella serie letteraria Guida galattica per gli autostoppisti ideata da Douglas Adams.

## Descrizione
Ha le sembianze di un piccolo pesce giallo. Quando viene inserito nel condotto uditivo, permette di comprendere istantaneamente quanto viene detto in qualsiasi lingua dell'universo.
Si nutre dell'energia mentale utilizzata per comporre una frase espellendo sotto forma di escrementi matrici linguistiche in una forma che permette di comprendere quanto viene detto.
Il nome deriva dalla biblica Torre di Babele, durante la cui costruzione, secondo il racconto biblico, gli uomini parlavano tutti la medesima lingua.
Nell'adattamento cinematografico della serie letteraria di Douglas Adams, Guida galattica per gli autostoppisti, il Pesce di Babele viene così descritto:
(Douglas Adams, Guida galattica per gli autostoppisti)
Avendo provveduto a tradurre ogni lingua esistente nell'universo, è considerata la cosa che ha provocato più guerre nella storia della Creazione.

## La prova della non esistenza di Dio
Il Pesce di Babele, nella finzione umoristica della Guida galattica per autostoppisti, sarebbe la vera prova della non esistenza di Dio.
(Douglas Adams, Guida galattica per gli autostoppisti)

## Altri media
AltaVista ha creato una applicazione web che prende il nome di Babel Fish (dal nome originale inglese del Pesce di Babele) che permette la traduzione di testi o siti web da e verso numerose lingue. Dal 9 maggio 2008 il servizio è di proprietà di Yahoo!, in seguito all'acquisizione del motore di ricerca AltaVista. Il servizio è attualmente chiuso, in favore di Bing Translator.
Nel servizio di traduzione on-line di Google, il pulsante da premere era un piccolo pesce giallo.
Nel settembre 2016 Google ha aggiornato gli algoritmi del servizio, per generare il testo in un'altra lingua dopo la suddivisione della stringa nelle parti basilari e una migliore interpretazione del significato complessivo. Tale tecnologia software, detta Neural Machine Translation (NMT), si basa su una rete neurale artificiale che tenta di simulare l'approccio del cervello umano alla traduzione. La società di Mountain View ha dichiarato che tale innovazione ha abbattuto dell'80% il numero degli errori commessi, avvicinando così il software all'ideale 100% del Pesce di Babele di Douglas Adams.